# فرودگاه ژاکاره‌پاگوآ
فرودگاه ژاکاره‌پاگوآ (به انگلیسی: Jacarepaguá Airport) (به زبان بومی: Aeroporto de Jacarepaguá–Roberto Marinho) یک فرودگاه همگانی مسافربری است که یک باند فرود آسفالت دارد و طول باند آن ۹۰۰ متر است. این فرودگاه در شهر ریو دوژانیرو کشور برزیل قرار دارد و در ارتفاع ۳ متری از سطح دریا واقع شده‌است.